# Liste der Baudenkmale in Elsfleth
In der Liste der Baudenkmale in Elsfleth sind die Baudenkmale der niedersächsischen Gemeinde Elsfleth und ihrer Ortsteile aufgelistet. Der Stand der Liste ist der 13. Juli 2022.
Aufgrund der Größe sind die Baudenkmale im Ortsteil Dalsper in die Liste der Baudenkmale in Dalsper und die Baudenkmale im Ortsteil Butteldorf in die Liste der Baudenkmale in Butteldorf ausgelagert.
Es sind gesamt 247 Baudenkmale verzeichnet, davon in dieser Hauptliste 195 und weitere 52 in den 2 Teillisten.

## Allgemein
In den Spalten befinden sich folgende Informationen:
- Lage: die Adresse des Baudenkmales und die geographischen Koordinaten. Kartenansicht, um Koordinaten zu setzen. In der Kartenansicht sind Baudenkmale ohne Koordinaten mit einem roten Marker dargestellt und können in der Karte gesetzt werden. Baudenkmale ohne Bild sind mit einem blauen Marker gekennzeichnet, Baudenkmale mit Bild mit einem grünen Marker.
- Bezeichnung: Bezeichnung des Baudenkmales
- Beschreibung: die Beschreibung des Baudenkmales. Unter § 3 Abs. 2 NDSchG werden Einzeldenkmale und unter § 3 Abs. 3 NDSchG Gruppen baulicher Anlagen und deren Bestandteile ausgewiesen.
- ID: die Objekt-ID des Baudenkmales
- Bild: ein Bild des Baudenkmales, ggf. zusätzlich mit einem Link zu weiteren Fotos des Baudenkmals im Medienarchiv Wikimedia Commons. Wenn man auf das Kamerasymbol klickt, können Fotos zu Baudenkmalen aus dieser Liste hochgeladen werden:

## Bardenfleth
| Lage                                       | Bezeichnung               | Beschreibung                                                                                       | ID       | Bild |
| ------------------------------------------ | ------------------------- | -------------------------------------------------------------------------------------------------- | -------- | ---- |
| Bardenfleth 7 53° 13′ 49″ N, 8° 22′ 16″ O  | Gulfhaus                  | Backsteinbau mit Gulfscheune und Wohnhaus mit Drempel, von um 1900                                 | 36114327 | BW   |
| Bardenfleth 9 53° 13′ 50″ N, 8° 22′ 13″ O  | Wohn-/ Wirtschaftsgebäude | Zweiständerhallenhaus in Fachwerk aus der 1. Hälfte des 18. Jhs.                                   | 36108350 | BW   |
| Bardenfleth 9 53° 13′ 50″ N, 8° 22′ 15″ O  | Scheune                   | Fachwerkscheune aus der Mitte des 19. Jhs.                                                         | 36108377 | BW   |
| Bardenfleth 16 53° 13′ 53″ N, 8° 22′ 20″ O | Wohn-/ Wirtschaftsgebäude | Zweiständerhallenhaus in Fachwerk von 1756, erbaut als Kötnerhaus                                  | 36114354 | BW   |
| Bardenfleth 22 53° 13′ 57″ N, 8° 22′ 19″ O | Wohn-/ Wirtschaftsgebäude | Zweiständerhallenhaus in Fachwerk von um 1800 als Kötnerhaus, Scheunenanbau wohl um 1900           | 36114379 | BW   |
| Bardenfleth 28 53° 14′ 1″ N, 8° 22′ 19″ O  | Scheune                   | Fachwerkscheune von um 1800                                                                        | 36108429 | BW   |
| Bardenfleth 28 53° 14′ 1″ N, 8° 22′ 17″ O  | Backhaus                  | Kleiner Fachwerkbau aus der 1. Hälfte oder um die Mitte des 19. Jhs.                               | 36108456 | BW   |
| Bardenfleth 29 53° 14′ 4″ N, 8° 22′ 7″ O   | Wohn-/ Wirtschaftsgebäude | Zweiständerhallenhaus in Fachwerk von 1767                                                         | 36108482 |      |
| Bardenfleth 29 53° 14′ 5″ N, 8° 22′ 9″ O   | Scheune                   | Fachwerkscheune vom Ende des 18. Jhs.                                                              | 36108508 | BW   |
| Bardenfleth 29 53° 14′ 3″ N, 8° 22′ 1″ O   | Baumbestand               | Alter, z. T. markanter Baumbestand sowohl auf dem hinteren Grundstücksteil als auch an der Straße. | 36114030 | BW   |
| Bardenfleth 31 53° 14′ 7″ N, 8° 22′ 7″ O   | Scheune                   | | 36114407 | BW   |
| Bardenfleth 32 53° 14′ 4″ N, 8° 22′ 17″ O  | Wohn-/ Wirtschaftsgebäude | Zweiständerhallenhaus von 1590, Wohnteil um 1900 erneuert                                          | 36114433 | BW   |
| Bardenfleth 33 53° 14′ 8″ N, 8° 22′ 4″ O   | Backhaus                  | | 36114463 | BW   |
| Bardenfleth 39 53° 14′ 11″ N, 8° 22′ 2″ O  | Wohn-/ Wirtschaftsgebäude | Zweiständerhallenhaus in Fachwerk von 1805.                                                        | 36108532 | BW   |
| Bardenfleth 39 53° 14′ 10″ N, 8° 22′ 4″ O  | Backspeicher              | Fachwerkgebäude von 1789.                                                                          | 36108557 | BW   |
| Bardenfleth 39 53° 14′ 10″ N, 8° 22′ 5″ O  | Scheune                   | Fachwerkscheune in Ankerbalkenkonstruktion aus der 2. Hälfte des 18. Jhs.                          | 36108581 | BW   |
| Bardenfleth 41 53° 14′ 12″ N, 8° 22′ 3″ O  | Gulfhaus                  | Backsteinbau mit Gulfscheune und davor Wohnhaus von 1875                                           | 36114488 | BW   |

## Burwinkel
| Lage                                       | Bezeichnung               | Beschreibung                                                                                 | ID       | Bild |
| ------------------------------------------ | ------------------------- | -------------------------------------------------------------------------------------------- | -------- | ---- |
| Burwinkel 8 53° 12′ 4″ N, 8° 23′ 1″ O      | Wohn-/Wirtschaftsgebäude  | Zweiständer-Hallenhaus in Fachwerk von um 1790                                               | 36111425 | BW   |
| Burwinkel 8 53° 12′ 4″ N, 8° 23′ 1″ O      | Scheune                   | Fachwerkscheune in Ankerbalkenkonstruktion von um 1800                                       | 36108605 | BW   |
| Burwinkel 8 53° 12′ 4″ N, 8° 22′ 59″ O     | Backhaus                  | Fachwerkbau aus der 1. Hälfte des 19. Jhs.                                                   | 36108636 | BW   |
| Burwinkel 10 53° 12′ 6″ N, 8° 22′ 59″ O    | Wohn-/ Wirtschaftsgebäude | Zweiständerhallenhaus in Fachwerk mit Backsteinausfachungen aus dem späten 18. Jh.           | 36114544 | BW   |
| Burwinkel 14 53° 12′ 8″ N, 8° 23′ 1″ O     | Wohn-/ Wirtschaftsgebäude | Zweiständerhallenhaus mit Backsteinaußenmauern von um 1900                                   | 36108665 | BW   |
| Burwinkel 29 53° 12′ 23″ N, 8° 23′ 1″ O    | Schule Burwinkel          | Backsteinbau mit Niedersachsengiebeln von 1861                                               | 36114572 | BW   |
| Burwinkel 29 53° 12′ 23″ N, 8° 23′ 0″ O    | Stall                     | Backsteinbau von um 1861 zusammen mit dem Schulgebäude                                       | 36117232 | BW   |
| Burwinkel 30 53° 12′ 20″ N, 8° 23′ 5″ O    | Gulfhaus                  | Gulfhaus aus Backstein mit Wohnteil und Scheune von um 1910                                  | 36114597 | BW   |
| Burwinkel 32 53° 12′ 22″ N, 8° 23′ 5″ O    | Wohn-/ Wirtschaftsgebäude | Zweiständer-Hallenhaus in Fachwerk vom späten 18. Jh., Stallanbau wohl vom Ende des 19. Jhs. | 36107839 |      |
| Burwinkel 32 53° 12′ 23″ N, 8° 23′ 6″ O    | Scheune                   | Fachwerkscheune in Ankerbalkenkonstruktion aus der die Mitte des 19. Jhs.                    | 36107867 | BW   |
| Niederstraße 5 53° 11′ 50″ N, 8° 23′ 18″ O | Wohn-/ Wirtschaftsgebäude | Zweiständerhallenhaus in Fachwerk von um 1800 für eine Kötnerstelle                          | 36110419 | BW   |
| Niederstraße 5 53° 11′ 50″ N, 8° 23′ 18″ O | Backhaus                  | Backsteinbau aus dem späten 19. Jh. oder um 1900.                                            | 36110474 | BW   |
| Niederstraße 5 53° 11′ 50″ N, 8° 23′ 19″ O | Stall                     | Evtl. abgerissen                                                                             | 36110448 | BW   |

## Butteldorf
siehe Liste der Baudenkmale in Butteldorf

## Dalsper
siehe Liste der Baudenkmale in Dalsper

## Eckfleth
| Lage                                       | Bezeichnung               | Beschreibung | ID       | Bild           |
| ------------------------------------------ | ------------------------- | --- | -------- | -------------- |
| Eckfleth 3 53° 13′ 16″ N, 8° 22′ 45″ O     | Wohn-/ Wirtschaftsgebäude | Zweiständer-Hallenhaus in Fachwerk aus dem späten 18. Jahrhundert | 36109298 | BW             |
| Eckfleth 3 53° 13′ 15″ N, 8° 22′ 44″ O     | Backhaus                  | Translozierter Fachwerkbau aus der Mitte des 19. Jhs. | 36109372 | BW             |
| Eckfleth 3 53° 13′ 16″ N, 8° 22′ 45″ O     | Speicher                  | Fachwerkbau aus der Mitte des 19. Jhs. | 36109350 | BW             |
| Eckfleth 3 53° 13′ 16″ N, 8° 22′ 46″ O     | Scheune                   | Fachwerkscheune in Ankerbalkenkonstruktion aus der 1. Hälfte des 19. Jhs. | 36109323 | BW             |
| Eckfleth 5 53° 13′ 17″ N, 8° 22′ 44″ O     | Wohn-/ Wirtschaftsgebäude | Zweiständerhallenhaus aus der 1. Hälfte des 19. Jhs., um 1910 umgebaut. | 36109394 | BW             |
| Eckfleth 5 53° 13′ 16″ N, 8° 22′ 45″ O     | Stall                     | Stall aus der Mitte des 19. Jahrhunderts | 36109445 | BW             |
| Eckfleth 5 53° 13′ 16″ N, 8° 22′ 45″ O     | Stall                     | Fachwerkbau vom Ende des 19. oder Anfang des 20. Jhs. | 36109468 | BW             |
| Eckfleth 5 53° 13′ 16″ N, 8° 22′ 46″ O     | Scheune                   | Fachwerkscheune aus der 1. Hälfte des 19. Jhs. | 36109420 | BW             |
| Eckfleth 9 53° 13′ 19″ N, 8° 22′ 43″ O     | Wohn-/ Wirtschaftsgebäude | Zweiständerhallenhaus in Fachwerk aus der 1. Hälfte des 19. Jhs. | 36109491 | BW             |
| Eckfleth 9 53° 13′ 20″ N, 8° 22′ 44″ O     | Scheune                   | Fachwerkscheune in Ankerbalkenkonstruktion aus der 1. Hälfte des 19. Jhs. | 36109517 | BW             |
| Eckfleth 12 53° 13′ 42″ N, 8° 22′ 39″ O    | Reithalle                 | Backsteinbau von etwa 50 m Länge von 1927 | 36114756 |                |
| Eckfleth 17 53° 13′ 27″ N, 8° 22′ 46″ O    | Wohnhaus                  | Zweigeschossiger Klinkerbau von 1934 | 36116397 |                |
| Georgstraße 2 53° 13′ 43″ N, 8° 22′ 20″ O  | Wohn-/ Wirtschaftsgebäude | Zweiständerhallenhaus in Fachwerk von um 1800 als Kötnerhaus | 36114783 | BW             |
| Georgstraße 4 53° 13′ 40″ N, 8° 22′ 16″ O  | Wohn-/ Wirtschaftsgebäude | Zweiständerhallenhaus in Fachwerk von um 1912 | 36109592 | BW             |
| Georgstraße 4 53° 13′ 39″ N, 8° 22′ 16″ O  | Stall                     | Fachwerkgebäude aus der Mitte des 19. Jhs. | 36109619 | BW             |
| Georgstraße 4 53° 13′ 39″ N, 8° 22′ 16″ O  | Backhaus                  | Backsteinbau vom Ende des 19. Jhs. | 36109644 | BW             |
| Georgstraße 4 53° 13′ 39″ N, 8° 22′ 18″ O  | Scheune                   | Giebelständige Scheune aus dem 19. Jahrhundert | 36109667 | BW             |
| Georgstraße 8 53° 13′ 37″ N, 8° 22′ 19″ O  | Wohn-/ Wirtschaftsgebäude | Zweiständerhallenhaus in Fachwerk von 1799, seit 1991 durch den Tarpanhof Moorriem genutzt | 36109692 |                |
| Georgstraße 10 53° 13′ 34″ N, 8° 22′ 19″ O | Scheune                   | Fachwerkscheune in Ankerbalkenkonstruktion aus der Mitte des 19. Jhs. | 36109792 |                |
| Georgstraße 24 53° 13′ 24″ N, 8° 22′ 17″ O | Gulfhaus                  | Backsteinbau, bestehend aus Gulfscheune eineinhalbgeschossigen Wohnhaus von um 1910 | 36114809 |                |
| Georgstraße 24 53° 13′ 24″ N, 8° 22′ 18″ O | Backhaus                  | Backsteinbau von um 1910. | 36117711 | BW             |
| Georgstraße 26 53° 13′ 21″ N, 8° 22′ 18″ O | Wohn-/ Wirtschaftsgebäude | Vierständerhallenhaus mit Backsteinaußenmauern von 1898 | 36114837 | BW             |
| Georgstraße 28 53° 13′ 19″ N, 8° 22′ 17″ O | Wohn-/ Wirtschaftsgebäude | Zweiständerhallenhaus in Fachwerk aus der 1. Hälfte des 19. Jhs., Wohnteil um 1900 | 36109838 | BW             |
| Kirchweg 1a 53° 13′ 40″ N, 8° 22′ 29″ O    | St. Anna (Kirche)         | Saalkirche in Fachwerk mit 7/12-Chorschluss von 1620, äußeres Ständerwerk 1982 erneuert | 36109911 | Weitere Bilder |
| Kirchweg 1a 53° 13′ 40″ N, 8° 22′ 29″ O    | St. Anna (Glockenturm)    | In geringem Abstand in der Achse Westturm als rechteckiges Holzgerüst auf Backsteinsockel | 36109939 |                |
| Kirchweg 1 53° 13′ 41″ N, 8° 22′ 30″ O     | St. Anna (Friedhof)       | Friedhof um die Kirche, mittelalterliche Anlage, ältere Grabdenkmäler des 18.-19. Jhs., z. T. in der Nordostecke des Friedhofs neu aufgestellt, zwei Kriegerdenkmale, westliche zylindrische Brunneneinfassung aus Sandstein, südliche Backsteinmauer | 36113812 |                |
| Kirchweg 1 53° 13′ 40″ N, 8° 22′ 27″ O     | Küsterhaus                | Zweiständerhallenhaus in Fachwerk von 1727 | 36109988 |                |
| Kirchweg 3 53° 13′ 40″ N, 8° 22′ 33″ O     | Pastorat                  | Zweiständerhallenhaus in Fachwerk aus der 1. Hälfte des 18. Jhs. | 36110015 |                |

## Elsfleth
| Lage                                         | Bezeichnung                          | Beschreibung | ID       | Bild           |
| -------------------------------------------- | ------------------------------------ | --- | -------- | -------------- |
| Alte Straße 1 53° 14′ 4″ N, 8° 27′ 34″ O     | Schule                               | 3-gesch. Backsteinbau von neun Achsen von 1871, heute Grundschule Elsfleth. | 36110191 | BW             |
| Am Liener Hörn 53° 15′ 11″ N, 8° 28′ 22″ O   | Leuchtfeuer Liener Hörn              | Genietete vierfüßige Stahlkonstruktion von 1931, bis 1983 in Betrieb | 36115418 |                |
| Am Liener Hörn 2 53° 15′ 12″ N, 8° 28′ 19″ O | Wohnhaus                             | Fachwerkbau in Ankerbalkenkonstruktion von 1790 | 36115444 | BW             |
| Am Liener Hörn 5 53° 15′ 12″ N, 8° 28′ 19″ O | Wohn-/ Wirtschaftsgebäude            | Zweiständerhallenhaus aus dem 18. Jh., Wirtschaftsgiebel in Fachwerk, Wohngiebel in Backstein nordöstlicher Stallanbau in Fachwerk | 36115467 | BW             |
| An der Kaje 53° 14′ 9″ N, 8° 27′ 54″ O       | Hafenkran                            | Kranbahn in fast 300 Metern Länge erhalten an der Weserkaje; der Hafenkran bestand von 1958 bis 2023 | 36117410 |                |
| Deichstraße 1 53° 14′ 8″ N, 8° 27′ 49″ O     | Wohnhaus                             | Ehem. Speicher zwischen Deichstraße und Bahnhofstraße von 1777, später umgebaut zum Wohnhaus. | 36114959 | BW             |
| Bahnhofstraße 18 53° 14′ 5″ N, 8° 27′ 47″ O  | Wohnhaus                             | geschlämmter Backsteinbau von fünf Achsen unter Satteldach aus der 1. Hälfte des 19. Jhs. | 36114933 | BW             |
| Deichstraße 14 53° 14′ 4″ N, 8° 27′ 45″ O    | Wohnhaus                             | Backsteinbau von um 1800 | 36116447 | BW             |
| Nicolai-Platz 1 53° 14′ 6″ N, 8° 27′ 31″ O   | St. Nicolai (Kirche)                 | Backsteinbau mit Ost- und Südflügel, am Südflügel dreigeschossiger rechteckiger Westturm, neuerer Altar, Orgel auf der Empore mit Prospekt von 1836, Ausstattung des 17. und 18. Jhs., Kanzel von 1613, Taufständer der 2. Hälfte des 17. Jhs., Kruzifix des 17. Jhs. und Prieche der Familie Münnich, 2. Hälfte des 18. Jhs. Südflügel erbaut um 1500, Ostflügel von 1690, Westturm 1880 | 36110191 | Weitere Bilder |
| Nicolai-Platz 1 53° 14′ 4″ N, 8° 27′ 25″ O   | St. Nicolai (Friedhof)               | Parkartiger Friedhof um die Kirche mit einigen älteren Gruftanlagen, sowie Kriegsgräberstätte, neuere Friedhofserweiterung mit versetzten acht Grabsteine des 17. und 18. Jhs. | 36110218 | BW             |
| Oberrege 22 53° 13′ 52″ N, 8° 27′ 11″ O      | Wohnhaus                             | Backsteinbau von um 1890 | 36115072 | BW             |
| Oberrege 26 53° 13′ 47″ N, 8° 27′ 6″ O       | Wohnhaus                             | Ein- bis zweigeschossiger Putzbau von 1890 für den Landwirt Wilhelm Frels | 36110042 | BW             |
| Oberrege 26 53° 13′ 48″ N, 8° 27′ 5″ O       | Gulfscheune                          | Backsteinbau hinter dem Wohnhaus von 1896 | 36110072 | BW             |
| Peterstraße 27 53° 14′ 22″ N, 8° 27′ 44″ O   | Wohnhaus                             | Villenartiger Putzbau auf Keller von um 1905 | 36115097 | BW             |
| Peterstraße 27 53° 14′ 22″ N, 8° 27′ 43″ O   | Baumbestand                          | Markanter, z. T. alter Baumbestand auf dem Gartengrundstück. | 36117736 | BW             |
| Rathausplatz 53° 14′ 9″ N, 8° 27′ 51″ O      | Denkmal für Herzog Friedrich Wilhelm | Denkmal von 1859 aus Sandstein als Tabernakel, Entwurf: Heinrich Müller, Bremen; Reliefbild von Franz Körner (Braunschweig) | 36115123 | Weitere Bilder |
| Rathausplatz 1 53° 14′ 9″ N, 8° 27′ 49″ O    | Weser-Zollamt                        | Eckhaus zur Steinstraße. Zweigeschossiger Putzbau mit linkem Trakt von 1623 und rechtem Trakt von 1820 sowie rückwärtigen späteren Anbauten; 1623 Weser-Zollamt, 1820 Erweiterung zum Amtshaus, seit um 1933 Rathaus. | 36110097 | BW             |
| Rathausplatz 2 53° 14′ 10″ N, 8° 27′ 49″ O   | Amtsgericht                          | Eckhaus als Putzbau von 1879, heute Teil des Rathauses | 36110129 | BW             |
| Rathausplatz 3 53° 14′ 12″ N, 8° 27′ 49″ O   | Jagdschloss                          | zweigeschossiger Putzbau von 1657, für Graf Anton Günther, heute Gerhard-Cornelius-Heye-Stiftung mit städtischer Nutzung | 36110160 | BW             |
| Rathausplatz 3 53° 14′ 12″ N, 8° 27′ 47″ O   | Garten                               | | 36112631 | BW             |
| Schulstraße 2 53° 14′ 15″ N, 8° 27′ 43″ O    | Schule                               | Eckhaus als Putzbau von um 1880; nach 1967 Kindergarten | 36115152 | BW             |
| Steinstraße 43 53° 14′ 8″ N, 8° 27′ 32″ O    | Wohnhaus                             | Zweigeschossiger Putzbau aus dem späten 18. Jh., 1910 umgebaut | 36117002 | BW             |
| Steinstraße 47 53° 14′ 9″ N, 8° 27′ 30″ O    | Wohnhaus                             | Putzbau von 1885 | 36115180 | BW             |
| Steinstraße 47 53° 14′ 8″ N, 8° 27′ 29″ O    | Garten                               | Garten mit z. T. altem, markanten Baumbestand. Angelegt 1885 beim Bau des Hauses. | 36117536 | BW             |
| Weserstraße 4 53° 14′ 12″ N, 8° 27′ 52″ O    | Wohnhaus                             | Putzbau mit Drempel (Typ „Oldenburger Hundehütte“) von um 1900 | 36115254 | BW             |
| Weserstraße 14 53° 14′ 15″ N, 8° 27′ 53″ O   | Villa Steenken                       | Eineinhalbgeschossiger Putzbau von vier Achsen vom Typ Oldenburger Hundehütte 1907 als Kapitänsvilla gebaut, seit 2010 Schifffahrtsmuseum Unterweser | 36115279 |                |
| Weserstraße 18 53° 14′ 17″ N, 8° 27′ 53″ O   | Haus Weinberg                        | Zweigeschossiger villenartiger Putzbau auf Kellersockel von um 1905 | 36115306 | BW             |
| Weserstraße 18 53° 14′ 17″ N, 8° 27′ 55″ O   | Haus Weinberg Garten                 | Rückwärtiger Hausgarten zur Weser. | 36117587 | BW             |

## Huntorf
| Lage                                   | Bezeichnung               | Beschreibung | ID       | Bild |
| -------------------------------------- | ------------------------- | --- | -------- | ---- |
| Huntorf 1 53° 11′ 31″ N, 8° 23′ 3″ O   | Wohn-/ Wirtschaftsgebäude | Zweiständerhallenhaus aus der 1. Hälfte des 19. Jhs., im späten 19. oder frühen 20. Jh. umgebaut                                   | 36112813 | BW   |
| Huntorf 1 53° 11′ 30″ N, 8° 23′ 5″ O   | Scheune                   | Fachwerkscheune in Ankerbalkenkonstruktion aus der 1. Hälfte des 19. Jhs.                                                          | 36110243 | BW   |
| Huntorf 3 53° 11′ 32″ N, 8° 23′ 3″ O   | Wohn-/ Wirtschaftsgebäude | Zweiständerhallenhaus in Fachwerk vom Ende des 18. Jhs., Wirtschaftsgiebel in der 1. Hälfte des 19. Jhs. erneuert                  | 36110274 | BW   |
| Huntorf 3 53° 11′ 33″ N, 8° 23′ 5″ O   | Scheune                   | Fachwerkscheune in Ankerbalkenkonstruktion aus der 1. Hälfte des 19. Jhs.                                                          | 36110301 | BW   |
| Huntorf 7 53° 11′ 34″ N, 8° 23′ 6″ O   | Scheune                   | Fachwerkscheune in Ankerbalkenkonstruktion aus der 1. Hälfte des 19. Jhs.                                                          | 36115366 | BW   |
| Huntorf 11 53° 11′ 35″ N, 8° 23′ 6″ O  | Scheune                   | Fachwerkscheune in Ankerbalkenkonstruktion aus der 1. Hälfte des 19. Jhs.                                                          | 36115392 | BW   |
| Huntorf 13 53° 11′ 37″ N, 8° 23′ 4″ O  | Wohn-/ Wirtschaftsgebäude | Vierständerhallenhaus mit Backsteinaußenmauern von um 1910.                                                                        | 36110326 | BW   |
| Huntorf 13 53° 11′ 37″ N, 8° 23′ 4″ O  | Backhaus                  | Backsteinbau mit Backofenanbau von um 1910                                                                                         | 36110358 | BW   |
| Huntorf 25 53° 11′ 45″ N, 8° 23′ 12″ O | Wohn-/ Wirtschaftsgebäude | Zweiständerhallenhaus in Fachwerk vom Ende des 18. Jhs., Wirtschaftsgiebel und Teile der Traufseiten um 1910 in Backstein erneuert | 36110387 | BW   |

## Lichtenberg
| Lage                                            | Bezeichnung               | Beschreibung                                                                                      | ID       | Bild |
| ----------------------------------------------- | ------------------------- | ------------------------------------------------------------------------------------------------- | -------- | ---- |
| Lichtenberger Weg 5 53° 12′ 15″ N, 8° 26′ 58″ O | Wohnhaus                  | Putzbau mit Drempel vom Typ Oldenburger Hundehütte von um 1900                                    | 36110550 | BW   |
| Lichtenberger Weg 5 53° 12′ 15″ N, 8° 27′ 0″ O  | Wohn-/ Wirtschaftsgebäude | Zweiständerhallenhaus mit Backsteinaußenwänden von 1815, Wohnteil später zum Pferdestall umgebaut | 36110500 | BW   |
| Lichtenberger Weg 5 53° 12′ 14″ N, 8° 27′ 0″ O  | Gulfscheune               | Gulfscheune in Backstein von um 1900                                                              | 36110525 | BW   |

## Moordorf / Moorhausen
| Lage                                                     | Bezeichnung               | Beschreibung                                                                                       | ID       | Bild |
| -------------------------------------------------------- | ------------------------- | -------------------------------------------------------------------------------------------------- | -------- | ---- |
| Gellener Straße 7 53° 11′ 11″ N, 8° 20′ 27″ O            | Wohn-/ Wirtschaftsgebäude | Zweiständerhallenhaus mit Backsteinaußenmauern aus dem letzten Viertel des 19. Jhs.                | 36112684 | BW   |
| Höfeweg 1 53° 10′ 59″ N, 8° 21′ 17″ O                    | Wohn-/ Wirtschaftsgebäude | Zweiständerhallenhaus in Fachwerk vom 1790, Wohnteil und Stallanbau aus dem frühen 20. Jh.         | 36110748 | BW   |
| Höfeweg 1 53° 10′ 58″ N, 8° 21′ 17″ O                    | Scheune                   | Fachwerkscheune in Ankerbalkenkonstruktion aus der 1. Hälfte des 19. Jhs.                          | 36110775 | BW   |
| Höfeweg 1 53° 10′ 59″ N, 8° 21′ 16″ O                    | Backhaus                  | Backsteinbau vom späten 19. Jh. oder um 1900                                                       | 36110800 | BW   |
| Moordorfer Damm 6 53° 11′ 16″ N, 8° 21′ 6″ O             | Wohn-/ Wirtschaftsgebäude | Zweiständerhallenhaus in Fachwerk vom späten 18. Jh., Wirtschaftsgiebel im späten 19. Jh. erneuert | 36110900 | BW   |
| Moordorfer Damm 6 53° 11′ 15″ N, 8° 21′ 8″ O             | Scheune                   | Fachwerkscheune in Ankerbalkenkonstruktion von um 1800                                             | 36110927 | BW   |
| Moordorfer Damm 6 53° 11′ 16″ N, 8° 21′ 7″ O             | Backhaus                  | Backsteinbau von um 1900                                                                           | 36110952 | BW   |
| Moordorfer Damm 6 53° 11′ 15″ N, 8° 21′ 4″ O             | Garten                    | | 36113456 | BW   |
| Moorhausen 10 53° 10′ 14″ N, 8° 18′ 58″ O                | Schule                    | Vierständerhallenhaus mit Backsteinaußenmauern von um 1900                                         | 36115545 | BW   |
| Moorhausen 10 53° 10′ 14″ N, 8° 18′ 59″ O                | Stall                     | Backsteinbau von um 1900                                                                           | 36117465 | BW   |
| Weg zur Schwimmenden Insel 2 53° 10′ 17″ N, 8° 17′ 56″ O | Wohn-/ Wirtschaftsgebäude | Zweiständerhallenhaus von 1877                                                                     | 36110977 | BW   |
| Weg zur Schwimmenden Insel 2 53° 10′ 16″ N, 8° 17′ 56″ O | Scheune                   | Fachwerkscheune aus der 2. Hälfte des 19. Jhs.                                                     | 36111003 | BW   |

## Neuenfelde
| Lage                                     | Bezeichnung               | Beschreibung                                            | ID       | Bild |
| ---------------------------------------- | ------------------------- | ------------------------------------------------------- | -------- | ---- |
| Neuenfelde 2 53° 15′ 32″ N, 8° 26′ 16″ O | Wohn-/ Wirtschaftsgebäude | Zweiständerhallenhaus in Fachwerk von 1759              | 36115811 | BW   |
| Neuenfelde 3 53° 15′ 27″ N, 8° 26′ 13″ O | Wohn-/ Wirtschaftsgebäude | Vierständerhallenhaus mit Backsteinaußenmauern von 1802 | 36115783 | BW   |
| Neuenfelde 24 53° 15′ 26″ N, 8° 26′ 1″ O | Wohnhaus                  | Backsteinbau, als Schule 1904 gebaut                    | 36115839 | BW   |

## Niederhörne
| Lage                                        | Bezeichnung               | Beschreibung | ID       | Bild           |
| ------------------------------------------- | ------------------------- | --- | -------- | -------------- |
| Birkenstraße 1 53° 14′ 55″ N, 8° 20′ 53″ O  | Wohn-/ Wirtschaftsgebäude | Zweiständerhallenhaus in Fachwerk von 1804 | 36111076 | BW             |
| Birkenstraße 1 53° 14′ 56″ N, 8° 20′ 55″ O  | Scheune                   | Fachwerkscheune in Ankerbalkenkonstruktion vom frühen 19. Jh. | 36111103 | BW             |
| Birkenstraße 1 53° 14′ 55″ N, 8° 20′ 53″ O  | Backhaus                  | | 36111128 | BW             |
| Niederhörne 1 53° 14′ 39″ N, 8° 21′ 25″ O   | Wohn-/ Wirtschaftsgebäude | Zweiständerhallenhaus in Fachwerk von 1768, firstparalleler Anbau eines Backhauses aus dem späten 19. oder frühen 20. Jh. | 36115599 | BW             |
| Niederhörne 3 53° 14′ 40″ N, 8° 21′ 20″ O   | Wohn-/ Wirtschaftsgebäude | Vierständerhallenhaus mit Backsteinaußenmauern von 1854 | 36111302 | BW             |
| Niederhörne 7 53° 14′ 41″ N, 8° 21′ 19″ O   | Wohn-/ Wirtschaftsgebäude | Zweiständerhallenhaus in Fachwerk aus der 1. Hälfte des 19. Jhs. | 36115627 | BW             |
| Niederhörne 13 53° 14′ 43″ N, 8° 21′ 13″ O  | Wohn-/ Wirtschaftsgebäude | Zweiständerhallenhaus in Fachwerk von 1796 (im Kern von 1620), Wohngiebel von 1952. | 36111376 | BW             |
| Niederhörne 13 53° 14′ 44″ N, 8° 21′ 15″ O  | Scheune                   | Fachwerkscheune in Ankerbalkenkonstruktion vom Ende des 18. Jhs. | 36111563 | BW             |
| Niederhörne 13 53° 14′ 43″ N, 8° 21′ 12″ O  | Baumbestand               | Alter markanter Baumbestand auf dem Grundstück der Hofanlage. | 36113984 | BW             |
| Niederhörne 16 53° 14′ 47″ N, 8° 21′ 22″ O  | Wohn-/ Wirtschaftsgebäude | | 36115676 | BW             |
| Niederhörne 25 53° 14′ 50″ N, 8° 21′ 4″ O   | Wohn-/ Wirtschaftsgebäude | Zweiständerhallenhaus in Fachwerk von 1790 | 36111588 | BW             |
| Niederhörne 27 53° 14′ 51″ N, 8° 21′ 4″ O   | Wohn-/ Wirtschaftsgebäude | Zweiständerhallenhaus in Fachwerk vom Ende des 18. Jhs. | 36111616 | BW             |
| Niederhörne 28 53° 14′ 54″ N, 8° 21′ 8″ O   | Schule                    | Backsteinbau von 1896, bis 1970 Schule, heute Wohnhaus | 36115704 | BW             |
| Niederhörne 29 53° 14′ 52″ N, 8° 21′ 2″ O   | Wohn-/ Wirtschaftsgebäude | Zweiständerhallenhaus von um 1800, Wirtschaftsgiebel von 1922. | 36111642 | BW             |
| Niederhörne 31 53° 14′ 54″ N, 8° 21′ 2″ O   | Wohn-/ Wirtschaftsgebäude | Zweiständerhallenhaus aus dem 19. Jh. | 36111704 | BW             |
| Niederhörne 31 53° 14′ 53″ N, 8° 21′ 3″ O   | Scheune                   | Fachwerkscheune von um 1800 | 36111729 | BW             |
| Niederhörne 33 53° 14′ 54″ N, 8° 21′ 0″ O   | Wohn-/ Wirtschaftsgebäude | Zweiständerhallenhaus in Fachwerk von 1810, Wohnteil in Backstein um 1900 erneuert | 36111753 | BW             |
| Niederhörne 35 53° 14′ 55″ N, 8° 20′ 59″ O  | Pastorat                  | Wirtschaftsteil Zweiständerhallenhaus in Fachwerk, Wohnteil etwas breiteres Vierständerhallenhaus von um 1800, Wohngiebel wohl aus der 2. Hälfte des 19. Jhs. | 36111779 | BW             |
| Niederhörne 35a 53° 14′ 57″ N, 8° 21′ 0″ O  | St. Nikolai (Kirche)      | Neugotische Saalkirche von 1863 in Backstein mit vorgesetztem Westturm und geradem Schluss an der Stelle eines Vorgängerbaus aus Fachwerk | 36111230 | Weitere Bilder |
| Niederhörne 35a 53° 14′ 57″ N, 8° 20′ 59″ O | St. Nikolai (Friedhof)    | Friedhof um die Kirche St. Nikolai auf der Kirchwurt. Gestaltet mit Wegen und Rasenflächen. Vor der Ostwand der Kirche drei Grabsteine des 17. Jhs. aufgestellt. Zur Straße eine Backsteinmauer, in dieser eine kleine Inschrifttafel zum Gedenken an die Toten des Deutsch-Französischen Krieges 1870-1871, die dahinter auf dem Friedhof stehende Eiche zugehörig. | 36113741 | BW             |
| Niederhörne 35a 53° 14′ 57″ N, 8° 20′ 58″ O | Kriegerdenkmal            | Nördlich des Friedhofs auf einer Grünfläche aufgestelltes Steinkreuz mit den Namen der Toten des Ersten und Zweiten Weltkriegs. Errichtet nach 1945, wohl in den 1950er Jahren. | 36111258 | BW             |

## Nordermoor
| Lage                                           | Bezeichnung               | Beschreibung | ID       | Bild |
| ---------------------------------------------- | ------------------------- | --- | -------- | ---- |
| Nordermoor 1 53° 14′ 16″ N, 8° 22′ 3″ O        | Scheune                   | Fachwerkscheune aus der 2. Hälfte des 18. Jhs, daneben Zweiständerhallenhaus in Fachwerk von 1796 | 36111989 | BW   |
| Nordermoor 7 53° 14′ 18″ N, 8° 21′ 58″ O       | Wohn-/ Wirtschaftsgebäude | Zweiständerhallenhaus in Fachwerk von 1796 | 36112016 | BW   |
| Nordermoor 7 53° 14′ 18″ N, 8° 21′ 59″ O       | Gulfscheune               | Gulfscheune als Backsteinbau von wohl um 1900 | 36112043 | BW   |
| Nordermoor 11 53° 14′ 23″ N, 8° 22′ 0″ O       | Scheune                   | Fachwerkscheune in Ankerbalkenkonstruktion aus der 1. Hälfte des 19. Jhs. | 36112097 | BW   |
| Nordermoor 11 53° 14′ 23″ N, 8° 21′ 59″ O      | Giebel                    | Giebel eines Zweiständer-Hallenhauses in Fachwerk von um 1800 | 36112070 | BW   |
| Nordermoor 11 53° 14′ 23″ N, 8° 22′ 1″ O       | Baumbestand               | Alter markanter Baumbestand (Kastanien) an der Straße. | 36113623 | BW   |
| Nordermoor 16 53° 14′ 38″ N, 8° 21′ 51″ O      | Wohn-/ Wirtschaftsgebäude | Zweiständerhallenhaus um 1800 als Kötnerhaus, Wirtschaftsgiebel in Fachwerk erhalten | 36115864 | BW   |
| Nordermoor 27 53° 14′ 28″ N, 8° 21′ 59″ O      | Schule                    | Putzbau mit Niedersachsengiebeln von 1906 | 36112122 | BW   |
| Nordermoor 27a 53° 14′ 28″ N, 8° 21′ 59″ O     | Nebengebäude              | Putzbau von 1906 | 36112147 | BW   |
| Nordermoor 31 53° 14′ 28″ N, 8° 21′ 45″ O      | Wohn-/ Wirtschaftsgebäude | Zweiständerhallenhaus in Fachwerk von um 1800 als Kötnerhaus | 36115922 | BW   |
| Nordermoor 41 53° 14′ 34″ N, 8° 21′ 41″ O      | Wohn-/ Wirtschaftsgebäude | Zweiständerhallenhaus in Fachwerk vom Ende des 18. Jhs. | 36112173 | BW   |
| Nordermoor 41 53° 14′ 34″ N, 8° 21′ 43″ O      | Scheune                   | Fachwerkscheune in Ankerbalkenkonstruktion von wohl um 1800 | 36112200 | BW   |
| Nordermoor 45 53° 14′ 35″ N, 8° 21′ 40″ O      | Wohn-/ Wirtschaftsgebäude | Zweiständerhallenhaus in Fachwerk von 1794 | 36115948 | BW   |
| Nordermoor 47 53° 14′ 36″ N, 8° 21′ 39″ O      | Backhaus                  | Fachwerkgebäude in Ankerbalkenkonstruktion mit Backsteinausfachungen unter Satteldach. Ofenwand mit Öffnungen erhalten. Erbaut wohl im 18. Jh. | 36115974 | BW   |
| Nordermoor 51 53° 14′ 36″ N, 8° 21′ 31″ O      | Wohn-/ Wirtschaftsgebäude | Zweiständerhallenhaus mit Backsteinaußenwänden aus der 1. Hälfte des 19. Jhs., Wirtschaftsgiebel von 1888 | 36116000 | BW   |
| Nordermoor 53 53° 14′ 38″ N, 8° 21′ 34″ O      | Wohn-/ Wirtschaftsgebäude | Zweiständerhallenhaus in Fachwerk im Kern erbaut im 17. Jh., Wirtschaftsgiebel wohl vom Ende des 18. Jhs. | 36116027 | BW   |
| Sieben-Bösen-Weg 1 53° 14′ 19″ N, 8° 21′ 32″ O | Wohn-/ Wirtschaftsgebäude | Zweiständerhallenhaus in Fachwerk mit traufseitigen Stallanbau in Fachwerk vom am Ende des 18. Jhs., bzw. 1885 | 36112226 | BW   |
| Sieben-Bösen-Weg 1 53° 14′ 19″ N, 8° 21′ 34″ O | Scheune                   | Fachwerkscheune in Ankerbalkenkonstruktion aus der 1. Hälfte des 19. Jhs. | 36112276 | BW   |
| Sieben-Bösen-Weg 1 53° 14′ 20″ N, 8° 21′ 34″ O | Zufahrt                   | Klinkerzufahrt | 36113765 | BW   |
| Sieben-Bösen-Weg 3 53° 14′ 22″ N, 8° 21′ 36″ O | Gulfhaus                  | Gulfhaus in Backstein von um 1900 | 36112322 | BW   |
| Sieben-Bösen-Weg 5 53° 14′ 23″ N, 8° 21′ 35″ O | Wohn-/ Wirtschaftsgebäude | Zweiständerhallenhaus mit Backsteinaußenmauern von um 1900 | 36112349 | BW   |
| Sieben-Bösen-Weg 5 53° 14′ 24″ N, 8° 21′ 37″ O | Scheune                   | Fachwerkscheune in Ankerbalkenkonstruktion aus der Mitte des 19. Jhs. | 36112376 | BW   |
| Sieben-Bösen-Weg 7 53° 14′ 25″ N, 8° 21′ 32″ O | Wohn-/ Wirtschaftsgebäude | Auf einer Wurt gelegenes Zweiständerhallenhaus mit Backsteinaußenmauern unter Schopfwalmdach. Am Wirtschaftsgiebel traufseitig links Stallflügel in Backstein unter Schopfwalmdach. Öffnungen segmentbogig. Backsteingliederung: Traufgesimse, Rahmungen der Fensterbögen. Bezeichnet 1904. | 36112401 | BW   |
| Sieben-Bösen-Weg 7 53° 14′ 25″ N, 8° 21′ 34″ O | Scheune                   | Fachwerkscheune in Ankerbalkenkonstruktion mit Backsteinausfachungen unter Walmdach. Querdurchfahrt. Erbaut wohl um die Mitte des 19. Jhs. | 36112428 | BW   |

## Oberhammelwarden
| Lage                                                  | Bezeichnung               | Beschreibung                                                                                              | ID       | Bild |
| ----------------------------------------------------- | ------------------------- | --- | -------- | ---- |
| Am Weserdeich 1 53° 15′ 24″ N, 8° 28′ 12″ O           | Wohn-/ Wirtschaftsgebäude | Zweiständerhallenhaus mit Backsteinaußenmauern von 1832 mit jüngerem Stallanbau                           | 36115491 | BW   |
| Am Weserdeich 3 53° 15′ 27″ N, 8° 28′ 12″ O           | Wohnhaus                  | Backsteinbau von neun Achsen aus den 1850er Jahren                                                        | 36110574 | BW   |
| Am Weserdeich 3 53° 15′ 26″ N, 8° 28′ 13″ O           | Scheune                   | Links stehender Backsteinbau mit Traufwänden in Fachwerk von 1861                                         | 36110624 | BW   |
| Am Weserdeich 3 53° 15′ 28″ N, 8° 28′ 14″ O           | Scheune                   | Rechts stehender Backsteinbau mit Traufwänden in Fachwerk von 1851                                        | 36110599 | BW   |
| Am Weserdeich 5 53° 15′ 30″ N, 8° 28′ 11″ O           | Wohn-/ Wirtschaftsgebäude | Zweiständerhallenhaus in Fachwerk vom Anfang des 19. Jhs.                                                 | 36110649 | BW   |
| Am Weserdeich 5 53° 15′ 30″ N, 8° 28′ 12″ O           | Scheune                   | Fachwerkscheune in Ankerbalkenkonstruktion aus der 1. Hälfte des 19. Jhs.                                 | 36110674 | BW   |
| Am Weserdeich 7 53° 15′ 33″ N, 8° 28′ 19″ O           | Wohnhaus                  | Zweigeschossiger Putzbau von um 1880                                                                      | 36110698 | BW   |
| Am Weserdeich 7 53° 15′ 34″ N, 8° 28′ 19″ O           | Scheune                   | Gulfscheune in Backsteinmauerwerk von um 1880                                                             | 36110723 | BW   |
| Am Weserdeich 7 53° 15′ 32″ N, 8° 28′ 21″ O           | Garten                    | Parkartig gestalteter Garten im Osten und Süden des Wohnhauses der Hofanlage, alter markanter Baumbestand | 36113435 | BW   |
| Am Weserdeich 13 53° 16′ 35″ N, 8° 28′ 47″ O          | Wohn-/ Geschäftshaus      | Putzbau von um 1905 vom Bautyp Oldenburger Hundehütte                                                     | 36116789 | BW   |
| Am Weserdeich 24 53° 15′ 40″ N, 8° 28′ 39″ O          | Wohnhaus                  | Backsteinbau von um die Mitte oder in der 2. Hälfte des 19. Jhs.                                          | 36116081 | BW   |
| Am Weserdeich 25 53° 16′ 55″ N, 8° 28′ 52″ O          | Wohn-/ Wirtschaftsgebäude | Zweiständerhallenhaus in Fachwerk von 1737, Wohnteil in Backstein um 1920 erneuert                        | 36116107 | BW   |
| Am Weserdeich 28 53° 15′ 45″ N, 8° 28′ 41″ O          | Wohnhaus                  | geschlämmter Backsteinbau von um die Mitte des 19. Jhs.                                                   | 36116133 | BW   |
| Am Weserdeich 52 53° 15′ 56″ N, 8° 28′ 45″ O          | Wohnhaus                  | Fachwerkbau mit Niedersachsengiebeln von 1801                                                             | 36116158 | BW   |
| Am Weserdeich 56 53° 15′ 58″ N, 8° 28′ 45″ O          | Wohnhaus                  | Backsteinbau von um 1800 mit Ostgiebel in Fachwerk                                                        | 36116183 | BW   |
| Am Weserdeich 60 53° 15′ 58″ N, 8° 28′ 46″ O          | Wohnhaus                  | Backsteinbau von um 1800 mit Ostgiebel in Fachwerk                                                        | 36116208 | BW   |
| Am Weserdeich 120 53° 16′ 23″ N, 8° 28′ 49″ O         | Wohnhaus                  | Backsteinbau von 1802 mit Ostgiebel in Fachwerk                                                           | 36116233 | BW   |
| Feldstraße 4 53° 15′ 58″ N, 8° 28′ 19″ O              | Wohn-/ Wirtschaftsgebäude | Zweiständerhallenhaus mit Backsteinaußenmauern aus dem 3. Viertel des 19. Jhs.                            | 36116258 | BW   |
| Feldstraße 6 53° 15′ 53″ N, 8° 28′ 19″ O              | Wohn-/ Wirtschaftsgebäude | Vierständerhallenhaus mit Backsteinaußenmauern von 1847, 1916 erneuert                                    | 36116286 | BW   |
| Oberhammelwarder Straße 2 53° 16′ 38″ N, 8° 28′ 47″ O | Wohn-/ Wirtschaftsgebäude | Zweiständerhallenhaus in Fachwerk von 1795, Wohngiebel und Traufseiten am Ende des 19. Jhs. erneuert      | 36116313 | BW   |

## Oberhörne
| Lage                                          | Bezeichnung               | Beschreibung | ID       | Bild |
| --------------------------------------------- | ------------------------- | --- | -------- | ---- |
| Birkenstraße 16 53° 14′ 49″ N, 8° 20′ 12″ O   | Wohn-/ Wirtschaftsgebäude | Zweiständerhallenhaus in Fachwerk von 1758, derzeit (2022) abgängig                                                                            | 36115572 | BW   |
| Langepatt 11 53° 15′ 3″ N, 8° 19′ 51″ O       | Stall                     | | 36111205 | BW   |
| Langepatt 11 53° 15′ 3″ N, 8° 19′ 50″ O       | Scheune                   | | 36111180 | BW   |
| Langepatt 11 53° 15′ 2″ N, 8° 19′ 49″ O       | Wohn-/ Wirtschaftsgebäude | Zweiständerhallenhaus in Fachwerk aus dem frühen 18. Jh., Wirtschaftsgiebel in Backstein 1864 erneuert                                         | 36111153 | BW   |
| Oberhörne 13 53° 15′ 9″ N, 8° 20′ 40″ O       | Wohn-/ Wirtschaftsgebäude | Vierständerhallenhaus mit Backsteinaußenmauern von 1903.                                                                                       | 36111803 | BW   |
| Oberhörne 13 53° 15′ 10″ N, 8° 20′ 41″ O      | Baumbestand               | | 36113479 | BW   |
| Oberhörne 15 53° 15′ 10″ N, 8° 20′ 40″ O      | Wohn-/ Wirtschaftsgebäude | Vierständerhallenhaus mit Backsteinaußenmauern von 1897                                                                                        | 36111830 | BW   |
| Oberhörner Weg 8 53° 14′ 55″ N, 8° 20′ 6″ O   | Wohn-/ Wirtschaftsgebäude | Zweiständerhallenhaus in Fachwerk, Ständergerüst angeblich von 1627, Wirtschaftsgiebel vom Ende des 18. Jhs., Stallanbau vom Ende des 19. Jhs. | 36111856 | BW   |
| Oberhörner Weg 8 53° 14′ 54″ N, 8° 20′ 6″ O   | Backhaus                  | Backsteinbau mit Backofenanbau vom späten 19. Jh. oder um 190.                                                                                 | 36111936 | BW   |
| Oberhörner Weg 8 53° 14′ 54″ N, 8° 20′ 8″ O   | Scheune                   | Fachwerkscheune in Ankerbalkenkonstruktion aus der Mitte des 18. Jhs.                                                                          | 36111910 | BW   |
| Oberhörner Weg 10 53° 14′ 56″ N, 8° 20′ 15″ O | Scheune                   | Fachwerkscheune in Ankerbalkenkonstruktion aus dem 18. Jh.                                                                                     | 36115757 | BW   |

## Sandfeld
| Lage                                     | Bezeichnung               | Beschreibung                                                      | ID       | Bild |
| ---------------------------------------- | ------------------------- | ----------------------------------------------------------------- | -------- | ---- |
| Poststraße 6 53° 16′ 40″ N, 8° 26′ 25″ O | Wohn-/ Wirtschaftsgebäude | Zweiständerhallenhaus in Fachwerk aus dem 1. Drittel des 19. Jhs. | 36116339 | BW   |
| Sandfeld 23 53° 17′ 24″ N, 8° 26′ 57″ O  | Scheune                   |                                                                   | 36112480 | BW   |
| Sandfeld 29 53° 17′ 31″ N, 8° 26′ 56″ O  | Wohn-/ Wirtschaftsgebäude | Zweiständerhallenhaus in Fachwerk von um 1800                     | 36112506 | BW   |
| Sandfeld 29 53° 17′ 31″ N, 8° 27′ 0″ O   | Allee                     | Beidseitige Kastanienallee entlang der Zufahrt.                   | 36113883 | BW   |
| Sandfeld 33 53° 17′ 44″ N, 8° 27′ 0″ O   | Wohn-/ Wirtschaftsgebäude | Zweiständerhallenhaus in Fachwerk von 1821                        | 36112559 | BW   |
| Sandfeld 33 53° 17′ 44″ N, 8° 27′ 2″ O   | Scheune                   | Fachwerkscheune in Ankerbalkenkonstruktion von wohl um 1821       | 36112585 | BW   |
| Sandfeld 33 53° 17′ 43″ N, 8° 27′ 1″ O   | Stall                     | Fachwerkbau von um 1821 oder etwas später                         | 36112609 | BW   |